# Севастополь у світі
Героїчна історія Севастополя спонукала тому, що в багатьох місцях світу з'явилися назви на честь міста Севастополя. Так:
- У місті Сегіні (Техас, США) діє музей «Севастопольський парк». Музей заснований німецьким полковником, чиє ім'я історія не зберегла. Виступаючи перед громадськістю міста, ця людина сказала: «я захоплений мужністю і героїзмом, витримавших натиск армій Англії, Франції, Туреччини та Сардинії аж 349 днів. В анналах історії воєн такої героїчної блокади я не пам'ятаю. Оголошую відтепер називати мій дім і парк Севастопольськими…»;
- У штаті Техасі до 1860-х років існувало місто Севастополь. В середині століття в містечко Бартоломей приїхало 50 російських купців. Вони і перейменували його в Севастополь. Проте через розвиток залізниць, упадку річкової торгівлі та іншим причинам місто втратило своє торговельне значення. 1890 року в американському Севастополі мешкала 31 особа. Пізніше місто припинило своє існування;
- після Кримської війни в США з'явились п'ять населених пунктів, названих Севастополем, зокрема на річці Міссісіпі (див. Севастополь (Міссісіпі)), в штаті Каліфорнії (див. Севастополь (Каліфорнія));
- Севастополь є в Канаді. Знаходиться він у провінції Онтаріо, за 160 км на південний захід від Оттави. Ім'я місту дали переселенці з Росії, що почали обживати тутешні місця в 1840—1850-х роках;
- На мапі Австралії існують міста з назвами: Севастополь, Інкерман, Балаклава і Альма. Майбутній австралійський Севастополь з'явився 1838 року, а сучасну назву отримав 1855 року, після закінчення героїчної оборони фортеці в Кримській кампанії. 1870 року за 90 км північніше австралійського міста Аделаїди колишній учасник війни Чарльз Фішер заснував невеликий населений пункт. В пам'ять про своє бойове минуле він назвав його Балаклавою;
- Севастополь знаходиться в колишньому володінні британської корони — на острові Маврикії. Це невеликий населений пункт, що нараховує близько 700 дворів. Назву отримав за ініціативою англійців, які повернулись на Маврикій після Кримської війни. Приблизно в годині їзди від маврикійського Севастополя розташована і Балаклава;
- У Парижі назву «Альма» (від Альмінської битви під Севастополем) мають міст через Сену і площа. Є у місті Севастопольський бульвар і станція метро «Севастопольська», вулиця Кримська. В ряді приморських міст Франції можна знайти Севастопольські і Кримські назви вулиць і бульварів. Севастополь ввійшов в життя французького полководця маршала Ж. Ж. Пеліс'є, що воював біля стін фортеці. 1856 року він був удостоєний титулу герцога «Малахівського» (від Малахів курган). Поруч з Парижем знаходиться місто Малакофф;
- В одній із азійських республік колишнього СРСР знаходилось невелике місто під назвою Севастополь;
- У Хорватії в честь міста-героя в 1960-х роках у дівчаток появились нові імена — Севаста і Севастіні;
- У містах Англії зустрічаються вулиці Севастопольські, Інкерманські, Балаклавські, Альмінські;
- В центрі італійського Турина (колишньої столиці Сардинського королівства) розташована площа «Севастополь». В Турині є також Севастопольський проспект;
- Після закінчення Кримської війни на трансатлантичні траси Гавр—Нью-Йорк і Гавр—Ріо-де-Жанейро вийшли пароплави «Альма» і «Севастополь», що належали франко-американському товариству «Брати Гот'є і компанія»;
- Моряки Бізертської Чорноморської ескадри, що опинились в грудні 1920 року в Північній Африці (порт Бізерта), дали місцевим пам'яткам севастопольські назви: «Графська пристань», «Малахів курган» і «Артбухта».